# Dissidia Final Fantasy Original Soundtrack
Dissidia Final Fantasy Original Soundtrack  è la colonna sonora di Dissidia Final Fantasy. La maggior parte delle musiche sono state riarrangiate da Takeharu Ishimoto, mentre altre sono le originali composte da Nobuo Uematsu e altri artisti per i rispettivi capitoli di Final Fantasy. Le tracce Cosmos e Chaos -Last Battle 1- e la bonus track The Messenger sono canzoni della band canadese Your Favorite Enemies.

## Tracce
Disco 1
1. "DISSIDIA -opening-" from DISSIDIA FINAL FANTASY
2. "Prelude -menu-" from DISSIDIA FINAL FANTASY
3. "DISSIDIA -menu-" from DISSIDIA FINAL FANTASY
4. "The Order That Must be Protected" from DISSIDIA FINAL FANTASY
5. "Cosmos" from DISSIDIA FINAL FANTASY
6. "Victory Fanfare -Cosmos-" from DISSIDIA FINAL FANTASY
7. "Main Theme -arrange-" from FINAL FANTASY I
8. "Battle Scene -arrange-" from FINAL FANTASY I
9. "Dungeon -arrange-" from FINAL FANTASY I
10. "Main Theme -arrange-" from FINAL FANTASY II
11. "Battle Scene 1 -arrange-" from FINAL FANTASY II
12. "Battle Scene 2 -arrange-" from FINAL FANTASY II
13. "Warriors of Light" from DISSIDIA FINAL FANTASY
14. "Eternal Wind -arrange-" from FINAL FANTASY III
15. "Battle 2 -arrange-" from FINAL FANTASY III
16. "This is the Last Battle -arrange-" from FINAL FANTASY III
17. "Preparation for Battle" from DISSIDIA FINAL FANTASY
18. "Main Theme of Final Fantasy IV -arrange-" from FINAL FANTASY IV
19. "The Dreadful Fight -arrange-" from FINAL FANTASY IV
20. "Fight 2 -arrange-" from FINAL FANTASY IV
21. "Victory Fanfare -Chaos-" from DISSIDIA FINAL FANTASY
22. "Four Hearts -arrange-" from FINAL FANTASY V
23. "Clash on the Big Bridge -arrange-" from FINAL FANTASY V
24. "Battle 1 -arrange-" from FINAL FANTASY V
25. "End of Speculation" from DISSIDIA FINAL FANTASY
26. "Tina -arrange-" from FINAL FANTASY VI
27. "The Decisive Battle -arrange-" from FINAL FANTASY VI
28. "The Fierce Battle -arrange-" from FINAL FANTASY VI
29. "Quickening" from DISSIDIA FINAL FANTASY
30. "March" from DISSIDIA FINAL FANTASY

Disco 2
1. "F.F.VII Main Theme -arrange-" from FINAL FANTASY VII
2. "One-Winged Angel -orchestra version-" from FINAL FANTASY VII
3. "Those Who Fight Further -arrange-" from FINAL FANTASY VII
4. "A Moment of Rest" from DISSIDIA FINAL FANTASY
5. "Blue Fields -arrange-" from FINAL FANTASY VIII
6. "Don't be Afraid -arrange-" from FINAL FANTASY VIII
7. "The Extreme -original-" from FINAL FANTASY VIII
8. "Defeat Fanfare" from DISSIDIA FINAL FANTASY
9. "Over That Hill -arrange-" from FINAL FANTASY IX
10. "Battle 1 -arrange-" from FINAL FANTASY IX
11. "Battle 2 -original-" from FINAL FANTASY IX
12. "Mambo de Chocobo -original-" from FINAL FANTASY V
13. "Sprouting -arrange-" from FINAL FANTASY X
14. "Otherworld -original-" from FINAL FANTASY X
15. "Normal Battle -original-" from FINAL FANTASY X
16. "Victory Fanfare -original-" from FINAL FANTASY V
17. "The Federation of Windurst -original-" from FINAL FANTASY XI
18. "Battle in the Dungeon #2-original-" from FINAL FANTASY XI
19. "Theme of the Empire -original-" from FINAL FANTASY XII
20. "Boss Battle -original-" from FINAL FANTASY XII
21. "Answer" from DISSIDIA FINAL FANTASY
22. "Chaos -Last Battle 1-" from DISSIDIA FINAL FANTASY
23. "FINAL FANTASY" from DISSIDIA FINAL FANTASY
24. "DISSIDIA -ending-" from DISSIDIA FINAL FANTASY
25. THE MESSENGER (Bonus Track)